# Harrisburg (Nebraska)
Pour les articles homonymes, voir Harrisburg (homonymie).
Harrisburg est une census-designated place située dans l'État du Nebraska, à proximité du Wyoming, aux États-Unis. Elle est également le siège du comté de Banner.

## Démographie
| Groupe            | Harrisburg | Nebraska | États-Unis |
| ----------------- | ---------- | -------- | ---------- |
| Blancs            | 95,0       | 86,1     | 72,4       |
| Métis             | 4,0        | 2,2      | 2,9        |
| Amérindiens       | 1,0        | 1,0      | 0,9        |
| Autres            | 0          | 10,7     | 23,8       |
| Total             | 100        | 100      | 100        |
|                   |            |          |            |
| Latino-Américains | 3,0        | 9,2      | 16,7       |

Selon l'American Community Survey, pour la période 2011-2015, 97,37 % de la population âgée de plus de cinq ans déclare parler anglais à la maison, alors que 2,63 % déclare parler l'espagnol.